# Berghaven (Hoek van Holland)
De Berghaven is een haven in Hoek van Holland aan de Nieuwe Waterweg. De haven ligt vooraan de Stationsweg die loopt van het station Hoek van Holland Haven naar het voormalige station Hoek van Holland Strand.
De Berghaven is in de jaren 1883 – 1884 gegraven. Dit gebeurde in opdracht van het Rijk met als doel te fungeren als berghaven voor schepen van het loodswezen en van Rijkswaterstaat. Daarnaast dient de Berghaven ook als uitvalsbasis voor de reddingboten van de KNRM die zijn gestationeerd in Hoek van Holland. Sinds 1931 staat het Reddersmonument, opgericht ter nagedachtenis van de opvarenden van reddingsboten die te Hoek van Holland zijn omgekomen, bij de Berghaven. Het beeld stelt een ‘redder’ voor (te herkennen aan zijn oliejas en zijn zuidwester), die uitkijkt over de Berghaven.